# 10 Pułk Strzelców Konnych (II RP)

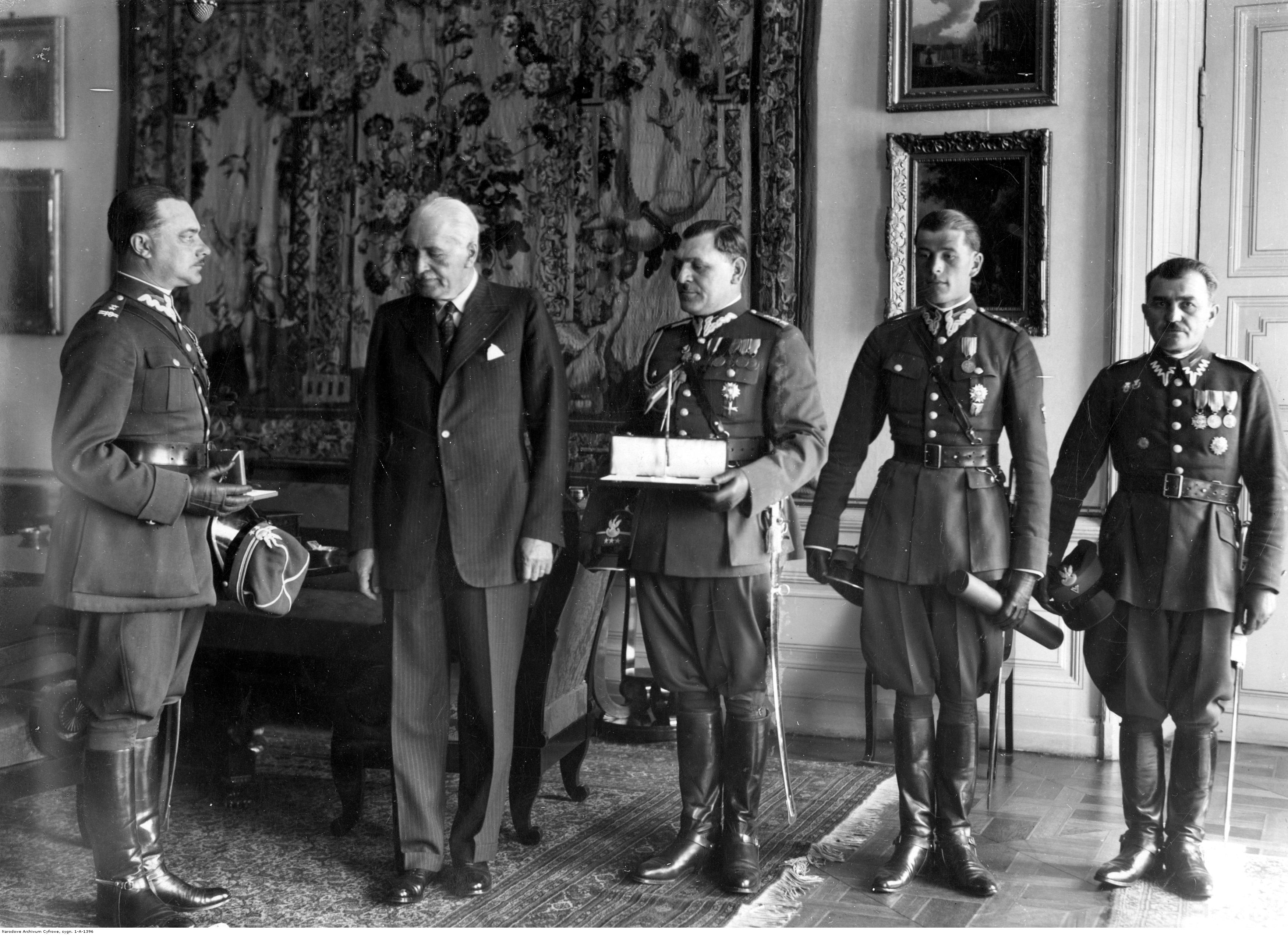
Wręczenie prezydentowi RP Ignacemu Mościckiemu odznaki pułkowej przez delegację 10 psk 18 kwietnia 1934

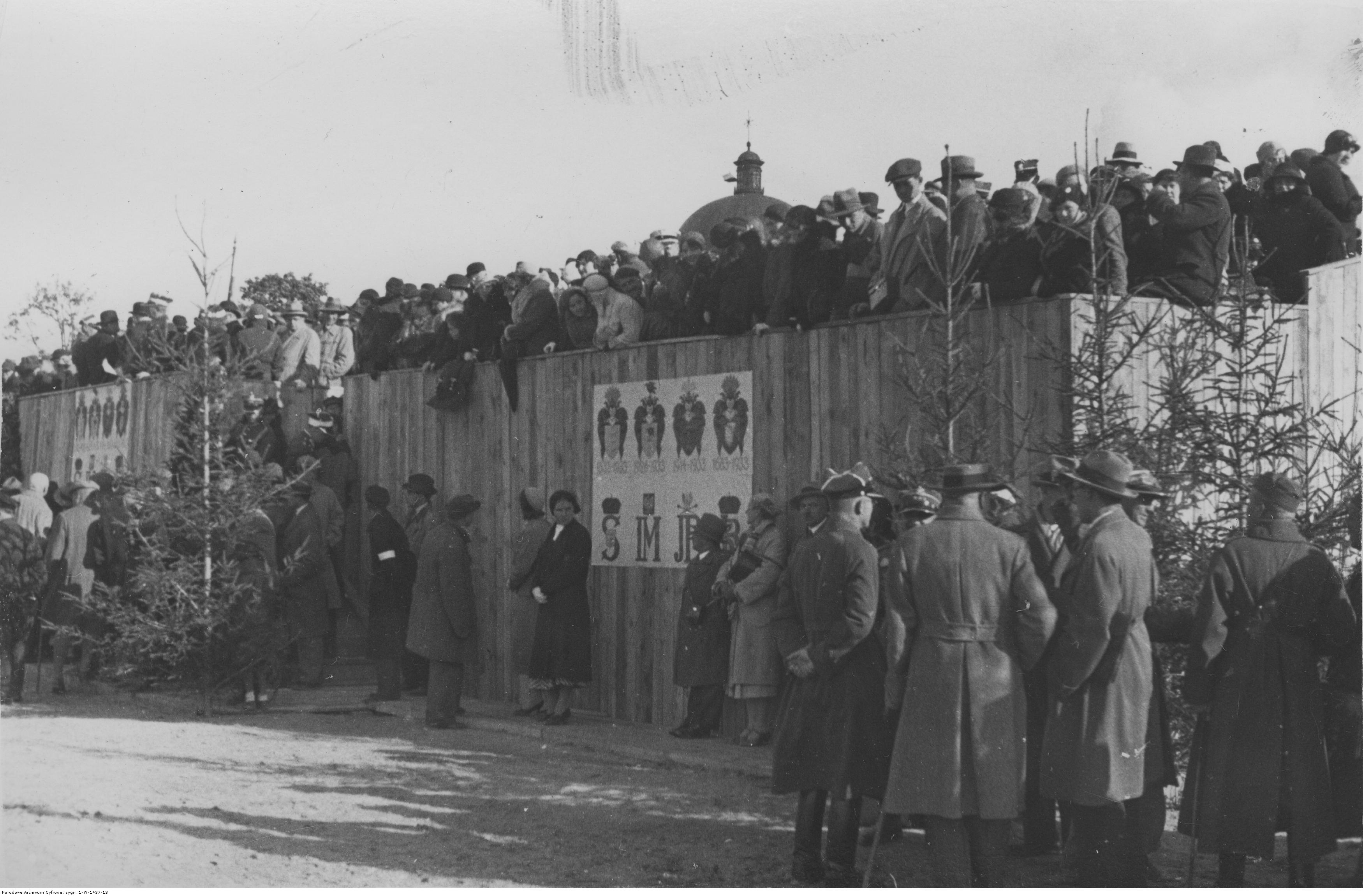
Święto 10 psk w Łańcucie - trybuna honorowa; kwiecień 1934

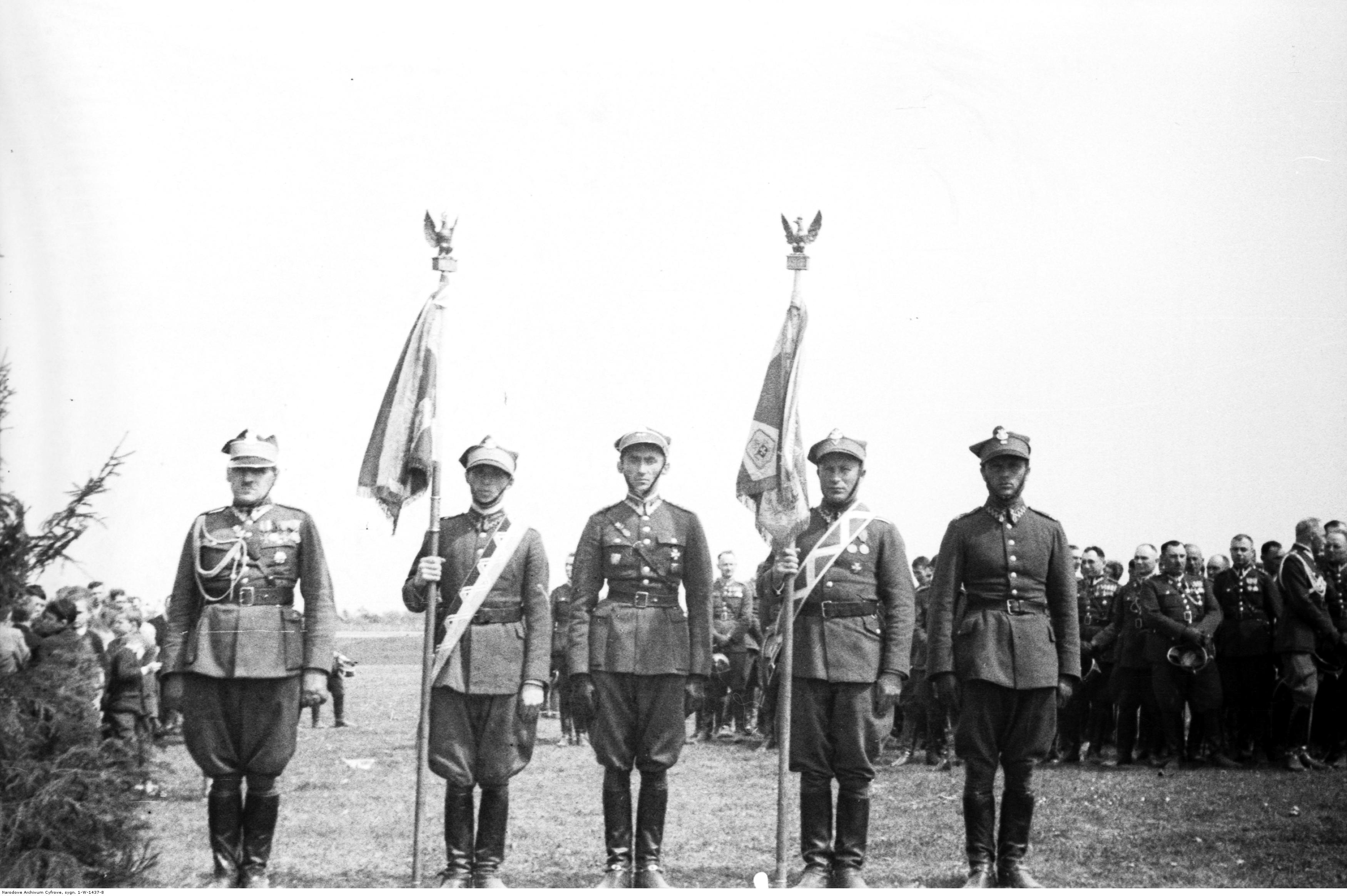
Święto 10 psk w Łańcucie - poczet sztandarowy; kwiecień 1934

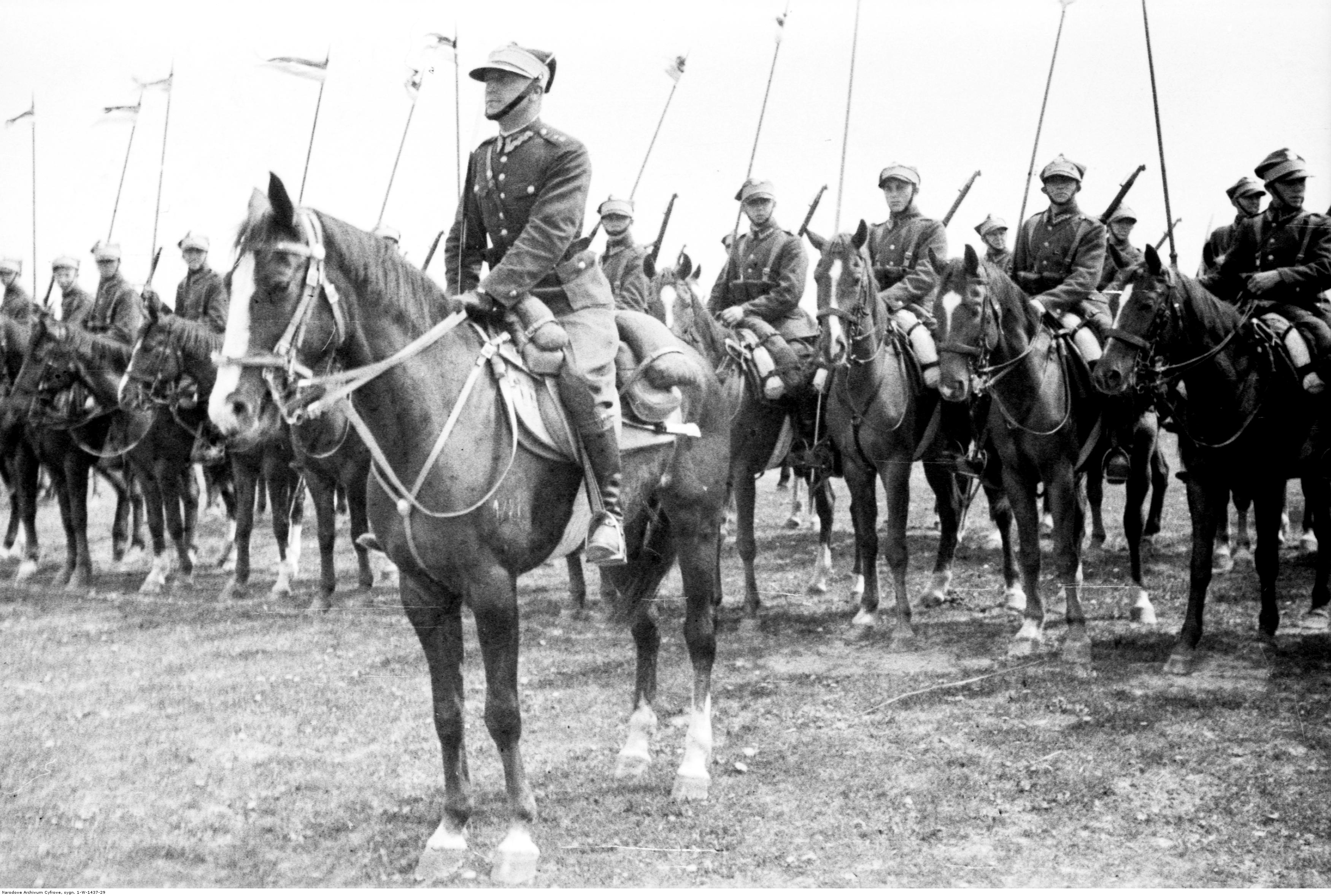
Święto 10 psk - kawalerzyści

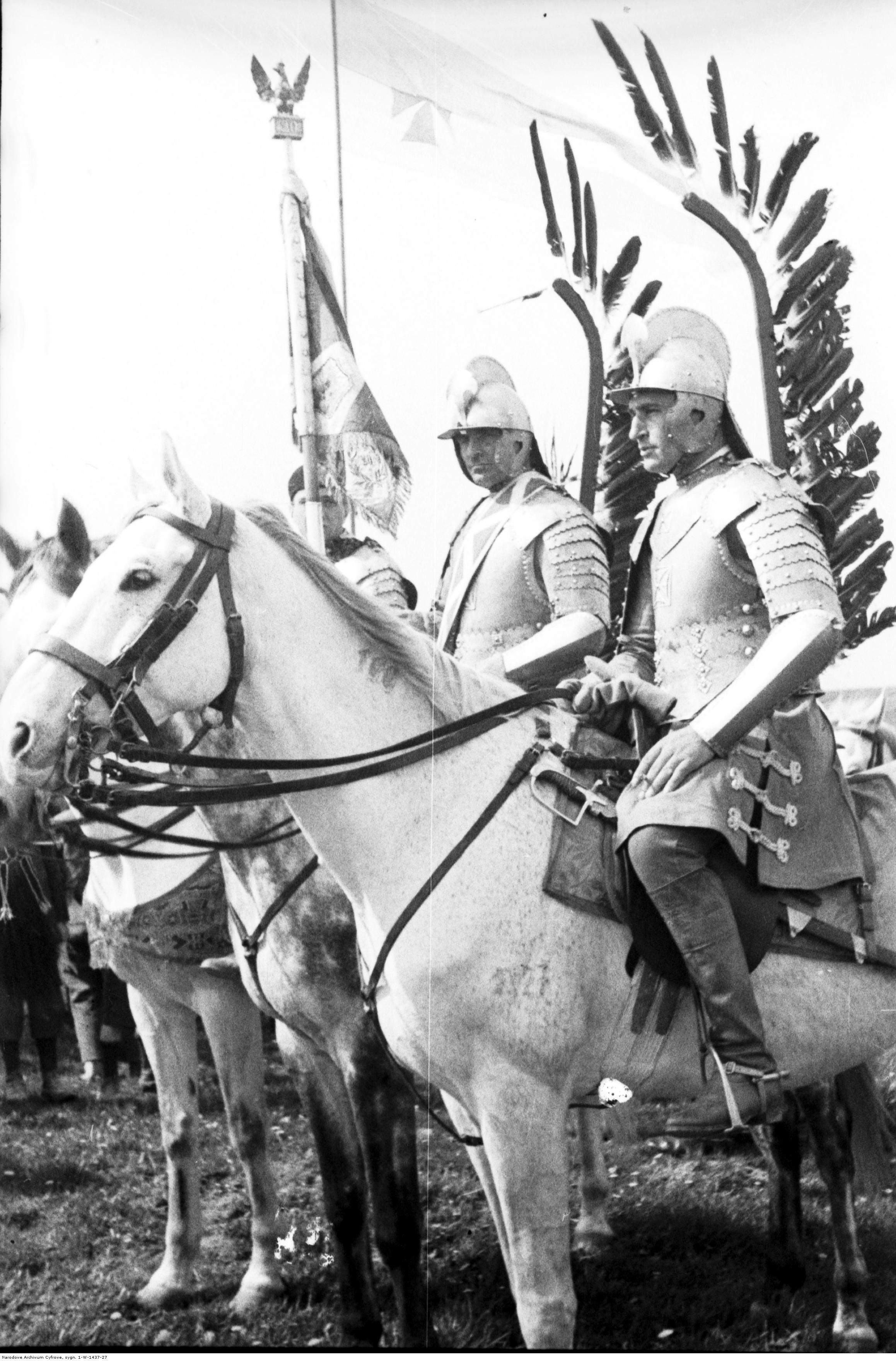
Święto 10 psk - jeźdźcy w historycznych strojach husarskich

10 pułk strzelców konnych (10 psk) – oddział kawalerii Wojska Polskiego.
Miejsce stacjonowania do sierpnia 1939: Łańcut.

## Formowanie
Początek dziejów 10 psk sięga 1918. Zalążkiem jego był I szwadron, zgrupowania kawalerii, powstały w polskim obozie wojskowy w La Mandria di Chivasso, niedaleko Turynu, we Włoszech. Dowódcą zgrupowania był por. Jan Rudnicki, zaś jego zastępcą por. Kazimierz Dworak. Po sformowaniu, I szwadron został wysłany do Polski, gdzie osiągnął pierwszą polską stację kolejową 29 kwietnia 1919 w Lesznie. Dla upamiętnienia tej daty corocznie obchodzono w tym dniu święto pułkowe. Po przybyciu do Polski, szwadron wszedł do akcji bojowej jako jednostka kawalerii 11 DP. w walkach w okolicach Lwowa. Następnie jako II dywizjon pułku szwoleżerów, a później 4 pułku ułanów, przeniesiony został na granicę Śląska i Zagłębia.
W czasie wojny polsko-bolszewickiej brał udział w walkach pod Radzyminem, kończąc swoje działania bojowe pod Słuckiem. Rozkazem MSW z dnia 27 października 1921, dywizjon przekształcony został w pułk i otrzymał nazwę 10 pułk strzelców konnych. Na miasto garnizonowe wyznaczony został Łańcut oraz pobliski Hruszów jako miejsce stacjonowania 4 szwadronu.
| Struktura i obsada personalna pułku w 1921: | Struktura i obsada personalna pułku w 1921: |
| ------------------------------------------- | ------------------------------------------- |
| dowódca pułku                               | ppłk Mikołaj Minkusz                        |
| zastępca dowódcy                            | ppłk Zbigniew Walter                        |
| dowódca szwadronu zapasowego                | mjr Leon Zejgert                            |
| dowódca 1 szwadronu                         | rtm. Paweł Gałecki                          |
| dowódca 2 szwadronu                         | rtm. Karol May                              |
| dowódca 3 szwadronu                         | rtm. Tadeusz Dackiewicz                     |
| dowódca oddziału szkolnego km               | ppor. Antoni Łączyński                      |
| dowódca szkoły podoficerskiej               | rtm. Wilhelm Horsetzky                      |

## Pułk w okresie pokoju
W 1923 pułk spełniał rolę jazdy dywizyjnej, a jego dowódca podlegał bezpośrednio dowódcy Okręgu Korpusu Nr X. W zakresie szkolenia pułk podlegał inspektorowi jazdy nr II. W tym okresie w jego skład wchodziły trzy szwadrony strzelców konnych, oddział szkolny karabinów maszynowych, pułkowa szkoła podoficerska i kadra szwadronu zapasowego.
Po reorganizacji w 1924 w skład pułku wchodziły: dowództwo, pluton łączności, pluton pionierów, pluton gospodarczy, cztery szwadrony liniowe, szwadron ckm oraz szwadron zapasowy. Wraz z 20 pułkiem ułanów oraz 10 dywizjonem artylerii konnej, wchodził w skład 10 Brygady Kawalerii.
W maju 1937 został zmotoryzowany. W 1938 wziął udział w zajęciu Zaolzia.

### Mobilizacja
| Pułk w planie mobilizacyjnym „S”    | Pułk w planie mobilizacyjnym „S” | Pułk w planie mobilizacyjnym „S” |
| Nazwa pododdziału                   | Termin                           | Miejsce mobilizacji              |
| ----------------------------------- | -------------------------------- | -------------------------------- |
| dowódca pułku z drużyną             | alarm                            | Łańcut                           |
| pluton łączności                    | alarm                            | Łańcut                           |
| 1÷2 szwadrony                       | alarm                            | Łańcut                           |
| 3÷4 szwadrony                       | alarm                            | Hrubieszów                       |
| szwadron karabinów maszynowych      | alarm                            | Łańcut                           |
| szwadron kawalerii nr 36            | 7                                | Łańcut                           |
| szwadron kawalerii nr 52            | 8                                | Łańcut                           |
| pluton ckm nr 52                    | 8                                | Łańcut                           |
| pluton ckm nr 36                    | 8                                | Łańcut                           |
| kolumna taborowa nr 1081            | 10                               | Łańcut                           |
| kolumna taborowa nr 1081            | 11                               | Łańcut                           |
| uzupełnienie do czasu „W”           | 6                                | Łańcut                           |
| szwadron marszowy 1/10 psk          | 18                               | Łańcut                           |
| pluton marszowy nr 1/52             | 30                               | Łańcut                           |
| pluton marszowy nr 1/36             | 30                               | Łańcut                           |
| szwadron zapasowy                   | do 15                            | Łańcut                           |
| szkoła podchorążych kawalerii nr IV | 30                               | Łańcut                           |
| szwadron pionierów nr 110           |                                  | Łańcut                           |
| szkoła podoficerska Jaworów         |                                  | Łańcut                           |
| PKU Łańcut                          |                                  | Łańcut                           |
| obóz jeńców Łańcut                  |                                  | Łańcut                           |

| Obsada personalna i struktura organizacyjna w marcu 1939 | Obsada personalna i struktura organizacyjna w marcu 1939 |
| -------------------------------------------------------- | -------------------------------------------------------- |
| dowódca pułku                                            | płk dypl. Witold Cieśliński                              |
| I zastępca dowódcy                                       | ppłk Stanisław VII Lewicki                               |
| I zastępca dowódcy (dubler)                              | mjr dypl. Feliks Stanisław Guzowski                      |
| dowódca dywizjonu                                        | mjr Emil Słatyński                                       |
| adiutant                                                 | por. Bolesław Józef Cwakliński                           |
| oficer techniczny                                        | kpt. br. panc. Adam Mackus                               |
| naczelny lekarz medycyny                                 | por. lek. Antoni Edmund Kominek                          |
| komendant rejonu PW Konnego                              | mjr adm. (kaw.) Stanisław Ciecierski                     |
| w dyspozycji dowódcy                                     | rtm. dypl. Stanisław Maleszewski                         |
| II zastępca dowódcy (kwatermistrz)                       | mjr Edward Pisula                                        |
| oficer mobilizacyjny                                     | rtm. Józef Adam Karcz                                    |
| zastępca oficera mobilizacyjnego                         | rtm. Julian Musielak                                     |
| oficer administracyjno-materiałowy                       | rtm. Fryderyk Karol Filipowski                           |
| dowódca szwadronu gospodarczego                          | por. Bolesław Jozef Cwakliński                           |
| oficer gospodarczy                                       | por. int. Józef Domanus                                  |
| oficer żywnościowy                                       | por. Zbigniew Marian Kuliczkowski                        |
| dowódca szwadronu specjalnego                            | por. Marian Norbert Czarnecki                            |
| dowódca plutonu łączności                                | por. Ludwik Jan Antoni Malinowski                        |
| dowódca plutonu motocyklistów                            | por. Jerzy Wasilewski                                    |
| dowódca plutonu ppanc.                                   | vacat                                                    |
| dowódca 1 szwadronu                                      | rtm. Antoni Tomkowicz                                    |
| dowódca 2 szwadronu                                      | rtm. adm. (kaw.) Stefan Ignacy Cichocki                  |
| dowódca plutonu                                          | por. Henryk Kulesza                                      |
| dowódca plutonu                                          | por. Jerzy Wiktor Michałowski                            |
| dowódca 3 szwadronu                                      | por. Jerzy Chełmiński                                    |
| dowódca plutonu                                          | por. Jerzy Henryk Ostrzycki                              |
| dowódca 4 szwadronu                                      | por. Herman Wacław Cieśliński                            |
| dowódca szwadronu km                                     | rtm. Jan II Sikorski                                     |
| dowódca plutonu                                          | por. Czesław Grudziński                                  |
| dowódca szwadronu zapasowego                             | mjr adm. (kaw.) Stanisław Ciecierski                     |
| zastępca dowódcy                                         | vacat                                                    |
| na kursie                                                | rtm. Mikołaj Maciejowicz                                 |
| na kursie                                                | rtm. Wincenty Polit                                      |
| na kursie                                                | por. Aleksander Leo Stańko                               |

## 10 psk w kampanii wrześniowej 1939
23 marca 1939 10 Brygada Kawalerii została zmobilizowana. 10 psk stacjonował w swym macierzystym garnizonie do 14 sierpnia 1939, kiedy to 10 Brygada otrzymała rozkaz wymarszu w kierunku Krakowa i oddania się do dyspozycji dowódcy Armii „Kraków”, gen. bryg. Antoniego Szyllinga. W I rzucie mobilizacji powszechnej do 5 września mobilizował Ośrodek Zapasowy Kawalerii Zmotoryzowanej w Łańcucie.           

### Działania bojowe

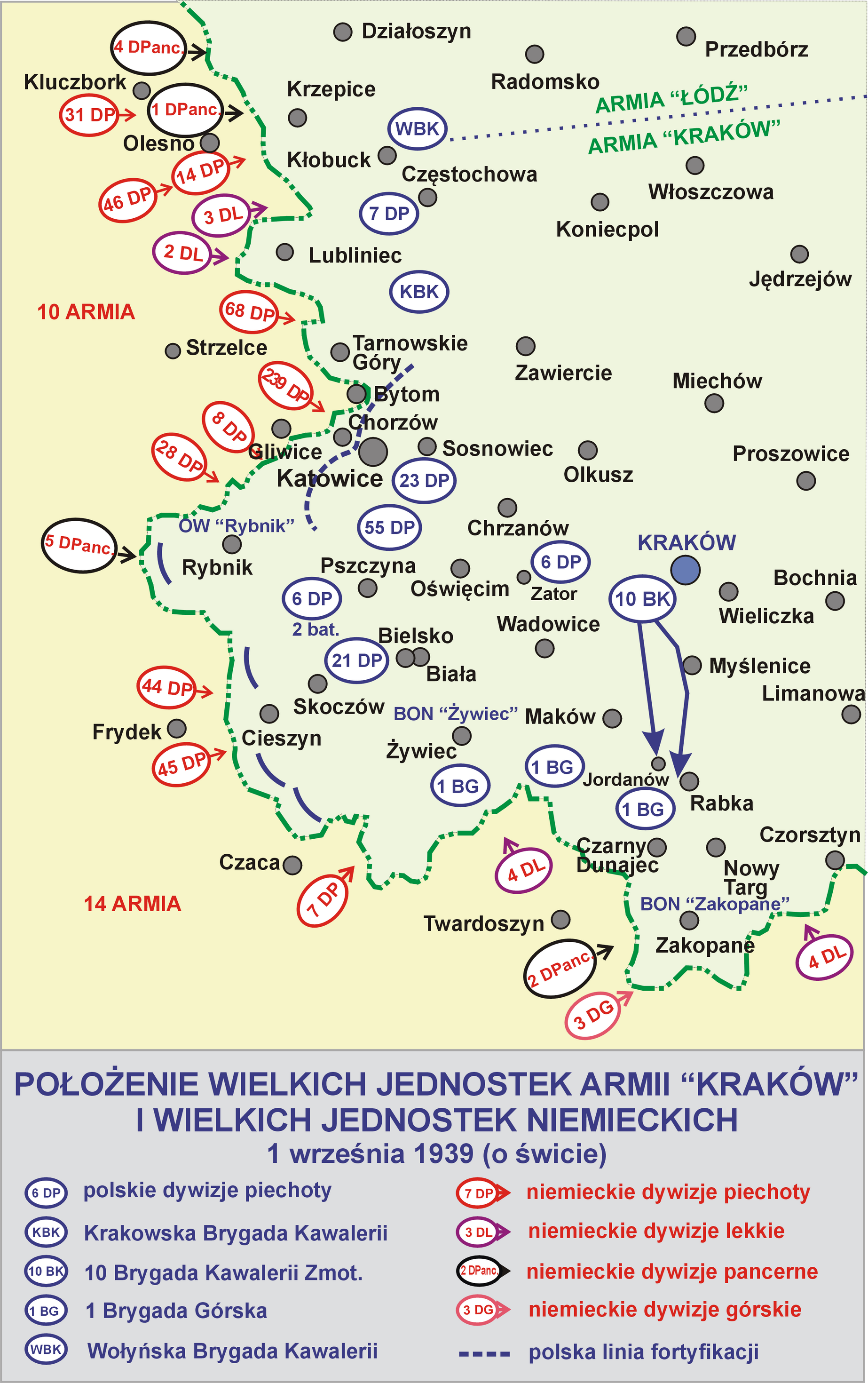
Pułk walczył w składzie 10 BK

#### Walki w Beskidzie Wyspowym
1 września brygada otrzymała zadanie powstrzymania marszu oddziałów pancernych wroga, wychodzących ze Słowacji i nacierających w kierunku Chabówki i Nowego Targu, zagrażającym tym tyłom armii. Pod rozkazy 10 Brygady oddano 1 pułk KOP, zepchnięty znad granicy. Brygada otrzymała rozkaz opóźniania wroga na linii Myślenice – Dobczyce, nie pozwalając mu na wyjście na północ od tej linii. Do wykonania zadania Brygada wymaszerowała po dwóch osiach: kolumna wschodnia, w której skład wchodziły: 10 psk, pluton czołgów TKS oraz pluton saperów w kierunku Wieliczka – Dobczyce – Kasina Wielka. Główne siły Brygady w kierunku Myślenice – Pcim. Kolumny marszowe poprzedzały elementy dywizjonu rozpoznawczego 10 BK. W skład XVIII Korpusu Armijnego, 14 armii gen. Lista, sił nieprzyjaciela, wchodziła w pierwszym rzucie: 2 Dywizja Pancerna oraz za nią 4 Dywizja Lekka i 3 Dywizja Górska. Zgrupowanie 10 psk osiągnęło odcinek Lubień–Tenczyn zajmując szwadronami punkty terenowe 2 szwadron wzgórza 612 i 610, 3 szwadron Tenczyn, pluton motocyklowy patrolował rejon Rabka – Chabówka. Przez noc 1/2 września pułk odpoczywał i odtwarzał gotowość bojową. Rano 2 września pułk zajął obronę dwoma zgrupowaniami: I – mjr. dypl. F. Guzowskiego w składzie 2 i 4 szwadronów, plutonów ckm, moździerzy i przeciwpancernego broniło Skomielnej i wzgórz na północ od drogi Skomielna–Jordanów. II – rtm. W. Korytkowskiego w składzie 3 szwadron z dwoma plutonami ckm, osłaniało od południa drogę Skomielna–Jordanów organizując obronę okrężną. W odwodzie pułku pozostał 1 szwadron z plutonem ppanc. Nocą 2/3 września dokonano korekty linii obronnej pułku i przydzielono jako wsparcie ogniowe 16 dywizjon artylerii motorowej. Wysłany na rozpoznanie pluton motocyklistów 10 psk stwierdził kolumnę pancerno-motorową na drodze Nowy Targ–Chabówka–Rabka.            
3 września 10 Brygada została podporządkowana Grupie Operacyjnej gen. bryg. Mieczysława Boruty-Spiechowicza. Ok. godz. 11.00 na pozycje 10 psk artyleria niemiecka położyła huraganowy i dość celny ostrzał. Poprzez Skomielną zaatakowały oddziały niemieckie w kierunku na Luboń Mały. Natarcie niemieckiej piechoty zostało powstrzymane przez zgrupowanie mjr. Guzowskiego przy wsparciu 16 dam. Równocześnie silne natarcie piechota niemiecka wykonała w lukę między 10 psk i 24 pułk ułanów. Atak niemiecki powstrzymywany był początkowo ostrzałem przez 16 dam, a następnie przez 3 szwadron. O godz. 12.00 obronę w rejonie Skomielnej zaatakował niemiecki pododdział pancerny, wyparł z miejscowości 2 szwadron. Zgrupowanie mjr. Guzowskiego było atakowane od czoła i z boków, jednocześnie na skrzydło pułku wyszły oddziały niemieckie zajmując Luboń Mały. 3 szwadron został odcięty od sił głównych 10 psk. Po nadzorem płk. Stanisława Maczka został przeprowadzony kontratak odwodowego 1 szwadronu i 121 kompanii czołgów lekkich. Przeprowadzony kontratak powstrzymał nacierające oddziały niemieckie i pozwolił pozostałym siłom pułku wycofać się do Tenczyna. Pułk utracił na własnych minach dwa motocykle i armatę przeciwpancerną.            
Nocą 3/4 września 10 psk utworzył zgrupowanie zastępcy dowódcy 10 BK płk. Leonarda Łodzi–Michalskiego, wraz: z plutonem przeciwpancernym dywizjonu przeciwpancernego 10 BK, plutonem saperów z 90 batalionu saperów i baterią haubic kal. 100 mm z 16 dam. Przegrupowany został z Tenczyna na północny skraj Lubnia. Od godz. 7.00 4 września zajął stanowiska obronne: dywizjonem mjr Guzowskiego (1 i 2 szwadron ze szwadronem ckm) na wzg. 726, 3 szwadronem wzg. 623 Kamionka i ogniem miał bronić doliny Raby, 4 szwadronem z plutonem ckm bronił wzgórza na rozwidleniu dróg Pcim–Tokarnia i Pcim–Lubień. Przydzielony pluton ppanc blokował dolinę Raby, pluton saperów zaminował drogę do Myślenic, a bateria haubic rozwinęła stanowiska ogniowe do wsparcia głównie dywizjonu mjr. Guzowskiego. Pułkowy pluton motocyklistów osłaniał Myślenice od zachodu. W II rzucie zajął stanowiska bojowe batalion III/2 pułku górskich strzelców (batalion KOP "Wołożyn"). Ok. godz. 8.00 na dywizjon mjr Guzowskiego uderzyła z kierunku Mszany Dolnej piechota i czołgi. Natarcie niemieckie zostało odrzucone na stanowiska wyjściowe z dużymi stratami wroga. Ponawiane do godz.13.00 natarcia były kolejno załamywane. Po godz.13.00 zgodnie z planem i rozkazem zgrupowanie płk. Michalskiego wycofało się do Pcimia. Zajmując następnie obronę w Myślenicach 2 i 4 szwadronem, Pcimiu 1 szwadron. Po godz. 15 wycofał się z przedpola batalion III/2 pgs częściowo rozproszony. 1 szwadron w Pcimiu do godz. 18.00 osłaniał wycofujących się piechurów górskich KOP za linię rzeki Stróży. Po czym natarciem piechoty niemieckiej i czołgów z 4 D Lek został wyparty z Pcimia i zmuszony wycofać się pieszo górami, a oddział niemiecki po przerwaniu obrony górskich strzelców KOP nad Stróżą zaatakował stanowisko dowództwa pułku i odwodowy 3 szwadron, które ze wsparciem armat ppanc. natarcie powstrzymały, a z uwagi na zapadające ciemności nieprzyjaciel wycofał się. Niemiecka czołówka pancerna usiłowała zaatakować park samochodowy 10 psk w Myślenicach pobierający paliwo, ale została odparta przez działon ppanc. Po wypoczynku części 10 psk w Myślenicach w nocy 4/5 września rozkazem płk. Maczka pułk przygotował się do natarcia przed świtem 5 września. 3 szwadron z plutonem ppanc jeszcze w nocy zajął podstawę wyjściową do natarcia na linii wzgórz na północ od potoku Stróża. Wraz z 10 psk w walce wziął udział batalion II/2 pułku górskich strzelców (batalion KOP "Wilejka") mjr. Kuferskiego zajął on przed świtem dominujące wzgórza nad szosą Zakopane–Kraków. O świcie górscy strzelcy KOP otworzyli ogień na kolumnę niemiecką z samochodami piechoty i czołgami zapalając ją i niszcząc czołgi i samochody niemieckie. Czołowe szwadrony 1, 2 i 4,  10 psk uderzyły wzdłuż Raby i szosy ze wsparciem 16 dam. Dalsze natarcie całego pułku trwało do godz.12.00. Z uwagi na zajęcie przez niemiecką 7 Dywizję Piechoty Myślenic, 10 psk otrzymał rozkaz natychmiastowego przerwania natarcia i wycofania się drogami na wschód od Myślenic do wsi Borzęta i zająć obronę na północ od wsi.            
Z uwagi na trudności z łącznością nie udało się powiadomić ppłk Bokszczaninowi całego pułku. W kolumnie znalazł się aktualnie będący w odwodzie 4 szwadron, szwadron ckm, dwa najbliższe plutony 3 szwadronu i pojedynczy żołnierze z 1 i 2 szwadronu, odwrót osłaniały plutony motocyklistów, pionierów, łączności i ppanc. oraz poczet dowódcy pułku. W momencie przerwania natarcia i wycofania części pułku, niemieckie jednostki przeszły do kontrataku, odcinając od pojazdów pozostałą część pułku. Po drodze dołączył do kolumny dowódca 3 szwadronu z pocztem, plutonem strzelców i rannymi. Nie mający łączności mjr Guzowski znalazł się wśród wysuniętych i nadal nacierających na Pcim 1 i 2 szwadronów, po zorientowaniu się w sytuacji będąc odcięty od szosy zebrał około dwóch plutonów strzelców i pomaszerował w kierunku północnym usiłując dołączyć do macierzystej jednostki. Po kilku dniach gdy dalszy marsz nie doprowadził do dogonienia pułku grupa mjr. Guzowskiego rozwiązała się. W trakcie walk podczas wycofywania się poległ rtm. W. Polit dowódca 2 szwadronu. Mjr Guzowski i rtm. Tomkowicz dotarli do Łańcuta i tam pod koniec września i w listopadzie 1939 r. dostali się do niewoli. Po wykonaniu marszu we wsi Borzęta, w tym rejonie dołączyły do pułku jeszcze grupki strzelców z zagubionych szwadronów. Odnaleziono pojazdy pułku w pobliżu drogi Myślenice–Dobczyce. Ze stanu 800 strzelców przystępujących do natarcia zebrano ok. 500 strzelców konnych. Wieczorem i nocą 5/6 września 10 psk odjechał przez Wieliczkę, do lasów w okolicach Bochni w pobliżu wsi Kopaliny. Pułk wypoczywał, prowadził reorganizację, otrzymał decyzją płk. Maczka uzupełnienie 80 żołnierzy z KOP oraz 5 sztuk kb ppanc wz. 35.           

#### Walki nad Dunajcem, Wisłokiem, Sanem i Szkłem
Z uwagi na zdobycie przez niemieckie oddziały pancerno-motorowe Bochni, 10 psk wieczorem 6 września rozpoczął odwrót polnymi drogami na pojazdach na wschód w kierunku Brzeska. 7 września osiągnięto Radłów, gdzie nawiązano kontakt w dowództwem Brygady. Pułk przeprawił się przez most na Dunaju w Biskupicach i został skierowany do miasteczka Dulcza Wielka. Po wymarszu z Radłowa przyszedł rozkaz wysłania podjazdu w celu rozpoznania działań nieprzyjaciela w rejonie Wojnicza i Tarnowa. Podjazdem tym dowodził por. Wasilewski. Bronił Radłowa ze spieszonym plutonem motocyklistów do wieczora 7 września, po czym przeprawił się przez Dunajec i dołączył w nocy do pułku. Od 8 września 10 psk w składzie macierzystej 10 BK został podporządkowany Armii "Małopolska". Rano 8 września 10 psk zajął stanowiska obronne na północno-zachodnich przedmieściach Rzeszowa, grupą rtm Sikorskiego (1 i 4 szwadrony, szwadron ckm bez plutonu i pluton ppanc.) w Rudna Wielka, 3 szwadron plutonem ckm w Rudna Mała, 2 szwadron w odwodzie. Samochody pułku pobrały maksymalną ilość paliwa i zaopatrzenia ze składów w Rzeszowie. Przed godziną 15 niemiecki pododdział zmotoryzowany z samochodami pancernymi zaatakował obronę pułku, po walce został odparty zniszczono 2 samochody pancerne. W nocy z 8 na 9 września, 10 psk pod osłoną 24 puł. wycofał się w kierunku Łańcuta. Pułk otrzymał zadanie obrony Łańcuta z kierunku Rzeszowa do wieczora 9 września. Pułk zajął pozycje w terenie doskonale sobie znanym z wieloletnich ćwiczeń tu przeprowadzanych, na stanowiskach przygotowanych jeszcze przed wybuchem wojny. Dywizjon rozpoznawczy zabezpieczał skrzydło pułku. Wysłane przez wroga rozpoznanie pancerne zostało szybko i skutecznie zlikwidowane, po czym nastąpiła silna wymiana ognia artyleryjskiego, trwająca aż do godzin popołudniowych. Natarcie niemieckie na miasto załamało się całkowicie, a nieprzyjaciel poniósł straty zadane głównie przez 4 szwadron, który rozbił kilka pojazdów pancernych i motocykli oraz pojmał jeńców. Południowe skrzydło Brygady zabezpieczał dywizjon rozpoznawczy w Albigowej. 24 puł. powstrzymywał niemieckie natarcie w kierunku miasta i wycofał się poza pozycje 10 psk dopiero pod wpływem zagrożenia oskrzydleniem. Pułk bronił swojego garnizonu wsparty przez: szwadron armat ppanc. z dywizjonu ppanc. 10 BK, 16 dam, baterię 1/60 dywizjonu artylerii ciężkiej, baterię 1/40 pułku artylerii lekkiej. Mając rozwinięty: 2 szwadron z plut. ckm i armatami ppanc bronił zabudowań, wzg. 251 i drogi z Krzemienicy, 3 szwadron z plut. ckm i armatami ppanc. bronił wzg. 259 i tzw. "Wisielówki", 4 szwadron z plut. ppanc. i 1/40 pal bronił Woli Krzemienieckiej wzdłuż drogi Rzeszów–Łańcut. Odwód to 1 szwadron, drugą linię obrony na skraju miasta zajęły pozostałość szwadronu ckm i pozostałe armaty ppanc. Nieprzyjaciel posuwał się tuż za ułanami i nawiązał bezpośredni kontakt z obroną miasta ok. godz. 15–16. Wtedy nadszedł meldunek, że dywizjon rozpoznawczy poniósł dotkliwe straty i został wyrzucony z Albigowej, co w tej sytuacji zagrażało pułkowi oskrzydleniem. Dzięki kontratakowi 101 kompanii czołgów rozpoznawczych przywrócono stanowiska obronne dywizjonu rozpoznawczego. Silne natarcie pancerne wroga rozwinęło się od strony szosy Kraków – Lwów, na stanowiska 4 szwadronu. Atakująca 4 DLek. utraciła kilka motocykli, samochodów, w tym pancerne. Nie mogąc jednak przełamać pozycji obronnych pułku. Wkrótce jednak nadszedł meldunek o innej kolumnie pancerno-motorowej, podążającej od wschodu, dążącej do obejścia obrony i oskrzydlenia pułku od południa, celem obrony mostu na Wisłoku do obrony Dąbrówek wysunięto odwodowy 1 szwadron. 10 psk miał bronić Łańcuta do zmroku, po czym za 24 puł. przejść pod Przeworsk, aby razem nie dopuścić do uprzedzenia sił polskich na Sanie. Pod osłoną nocy, strzelcy udali się w kierunku swoich pojazdów, gdy niespodziewanie zostali zaatakowani w mieście przez piechotę i czołgi wroga, który okrążył miasto i wdarł się do jego centrum. Wywiązała się walka na bagnety. Kierując się w stronę swych pojazdów, strzelcy obrzucili nieprzyjaciela granatami, biorąc także kilku jeńców. Następnie po dotarciu do pojazdów 10 psk odjechał w kierunku Jarosławia.             
Pod Wierzbnem z uwagi na blokowanie drogi przez niemieckie oddziały z czołgami pułk zawrócił do Przeworska i odjechał do Sieniawy i okolicznych lasów. W nocy 9/10 września w ciemnościach nocnych odłączyły się od pułku 2 szwadron, część 1 szwadronu i szwadron ckm. Nad odłączoną grupą dowództwo objął rtm. J. Sikorski. Grupa ta została chwilowo włączona do GO "Boruta" z zadaniem obrony linii Sanu. Po zatankowaniu pojazdów rtm. Sikorski poprowadził grupę poprzez Biłgoraj, Zamość, Tomaszów Lub., Krystynopol, Wielkie Mosty do okolic Żółkwi, które osiągnął 13 września. Reszta pułku dotarła 10 września do lasu koło Olchowa. 11 września osłabiony 10 psk dojechał do Jaworowa, a następnie do Krakowca, gdzie zorganizowano obronę pod dowództwem mjr. Emila Słatyńskiego, któremu podporządkowano 3 szwadron i część 4 szwadronu z 2 armatami ppanc. Wieczorem 3 szwadron odparł podjazd z 4 D Lek. 12 września od rana 3 szwadron stoczył walkę o Krakowiec z niemiecką piechotą wspartą czołgami, doszło do walki wręcz, wyrzucono wroga z miasta. Z uwagi na koncentrację dużych sił niemieckich zajęto główną pozycję obronną za rzeką Szkło, tam szwadrony 3 i 4 odparły silne natarcie niemieckie przy wsparciu artylerii. W godzinach popołudniowych przeprowadzona przez przewodników; niemieckich kolonistów i Ukraińców piechota niemiecka przeprawiła się przez bród i wyszła na południowe skrzydło pułku. 10 psk wycofał się w kierunku Jaworowa, gdzie wzmocniony pododdziałami brygadowymi 3 szwadron utworzył grupę bojową mjr. Słatyńskiego, broniącego wzgórz w rejonie Jeżowa Nowego.

#### Walki w rejonie Lwowa
10 Brygada Kawalerii została 13 września podporządkowana dowództwu obrony Lwowa, gen. bryg. Władysława Langnera. Z 10 psk wydzielono ponownie grupę mjr. Słatyńskiego w składzie 3 szwadronu wzmocnionego pododdziałami pułkowymi celem opóźniania nieprzyjaciela na pozycji pomiędzy stawami w rejonie Janowa. Grupa ta pozostała na stanowiskach do wieczora 14 września, była ostrzeliwana przez artylerię i stoczyła drobne potyczki z patrolami niemieckimi. Po czym dołączyła do pułku w nocy z 14 na 15 września pod Kulikowem. Pozostałość pułku odjechała do Czeremusznej w okolicach Żółkwi. Tam nastąpiło połączenie z grupą rtm. J. Sikorskiego. Rankiem 14 września do sztabu brygady dotarła wiadomość o zajęciu przez Niemców Zboisk, co równało się przecięciu przez nieprzyjaciela kierunku na Lwów. 10 psk stał pod Kulikowem, gdzie otrzymał uzupełnienie zaopatrzenia oraz pozostawał na odpoczynku. Ze strony Lwowa nastąpił kontratak sił polskich zakończony odzyskaniem Zbiosk. Oddziały te jednak zatrzymały się na linii wzgórz na zachód od miasta. Linii wzgórz, spośród których wzgórze 324 stanowiło kluczowy bastion obrony miasta oraz doskonałą pozycję wyjściową do ataku na miasto oraz kontroli szosy, prowadzącej z Żółkwi do Lwowa. Nocne natarcie wydzielonych pododdziałów z 10 BK i Grupy "Żółkiew" 15 września o godzinie 2.00, całkowicie zaskoczyło wroga i wyrzuciło go z miasta, osiągając jednak tylko połowiczny sukces. Nie zdołano opanować linii wzgórz wokół miasta. Próba ich opanowania miała być ponowiona w ciągu następnego dnia siłami wydzielonych pododdziałów 10 BK, wzmocnionymi siłami grupy „Żółkiew” w tym pułku rtm. Murasika. Natarcie rozpoczęto po południu 15 września. Również i ono nie przyniosło realizacji zakładanych celów. 15 września z Ośrodka Zapasowego Kawalerii Zmotoryzowanej otrzymano uzupełnienie ok. 20 podoficerów i strzelców. Dowódca Brygady, płk Maczek, podjął decyzję ponowienia natarcia 16 września, siłami całej Brygady. 10 psk prowadził natarcie o świcie od strony Melechowa, na Zboiska, i dalej w kierunku wzgórz czołowym 4 szwadronem i utrzymującym łączność z 24 p uł. spieszonym plutonem motocyklistów. W czasie natarcia w punkcie obserwacyjnym, 4 szwadronu, w czasie bezpośredniego dowodzenia swymi siłami ciężko ranny został dowódca 10 psk – ppłk dypl. Janusz Bokszczanin oraz oficer informacyjny por. J. H. Ostrzycki. Rannego pułkownika przetransportowano do szpitala w Dublanach. Dowodzenie pułkiem objął mjr Emil Słatyński. Czołowe pododdziały opanowały wieś Zboiska. Przed wieczorem do natarcia wprowadzono cały 10 psk. Wspólnie z 24 puł i szwadronami rtm. Murasika zdobyto wzg. 357 i przystąpiono do szturmu wzg. 324, którego szczyt przechodził z rąk do rąk. Przeciwnikiem były pododdziały niemieckiej 1 Dywizji Górskiej. Poległ por. A. Stańko, ppor. S. Ronikier został śmiertelnie ranny. Pułk przyjął część pomyłkowego zrzutu niemieckiego amunicji i żywności z samolotów Ju-52. W trakcie zaciętych walk u podnóża wzg. 324 dostał się w okrążenie pluton motocyklistów, z którego przebił się dołączył do 10 psk w nocy 17 września. W nocy 16/17 września jeden ze szwadronów pułku dokonał bez powodzenia wypadu w kierunku trzymanego przez niemieckich strzelców górskich wzg. 324.   
17 września 10 psk ruszył do natarcia ok. godz. 10.00, zalegając pod silnym ogniem wroga w odległości 50 m od pozycji wroga. Artyleria niemiecka prowadziła silny ostrzał kawalerzystów. Gdy ostrzał artylerii niemieckiej osłabł plutony 10 psk i 24 puł. oraz pułku kawalerii rtm. Murasika wdarły się na szczyt wzgórza 324 i dalej pozostałe szwadrony pułków w walce wręcz opanowały wzgórze. Znaleziono 50 poległych żołnierzy niemieckich i zdobyto 3 sprawne karabiny maszynowe. Pluton motocyklistów 10 psk wykonał zasadzki na podejściach do wzg. 324 rozbijając ogniem z zasadzki szwadron kawalerii niemieckiej. Wzgórze ostatecznie ze szczytem znalazło się w rękach strzelców i ułanów ok. godz. 16.00 17 września. Straty własne w walkach tych wyniosły około 100 zabitych i rannych. Oba pułki na wzg. 324 zostały zluzowane przez batalion III/207 pułku piechoty z załogi Lwowa. Po zdobyciu wzgórz nadszedł rozkaz ze sztabu gen. Langnera, nakazujący zaprzestanie walk przez 24 puł. i 10 psk i pułk kawalerii rtm. Murasika i wycofanie ich do odwodu. Wykonując ten rozkaz pułki wycofały się pod rozpoczynającymi się kontrnatarciami wroga w niezwykle ciężkich warunkach. Ciężko wywalczone i okupione znacznymi stratami wzgórze 324 ponownie zostało zajęte przez wroga.  

#### Odwrót do granicy
Rozkaz z 17 września z godz. około 18.00 nakazywał wycofanie Brygady za Dniestr i pozostawienie jej do dyspozycji Naczelnego Wodza. W kolumnie sił głównych 10 BK maszerował 10 psk. Pułk jechał z Jaryczowa Nowego przez Kanał Rządowy, Bóbrkę, Bohorodczany, Kurowice, Przemyślany w kierunku Halicza. Przed świtem 18 września pierwsze jednostki rozpoczęły przeprawę przez most na Dniestrze pod Haliczem. Płk Maczek otrzymał tu rozkaz przekroczenia przez 10 Brygadę Kawalerii granicy węgierskiej na Tatarskiej Przełęczy pod Tatarowem. Brygada przemaszerowała w kierunku na Stanisławów, gdzie zatankowano pojazdy i przez Nadwórną dotarła do Tatarowa. Przez niemal całą noc porządkowano i łączono kolumny, pokawałkowane w czasie marszu. Rankiem 19 września Brygada stanęła w zwartej kolumnie marszowej. Zachowano większość sprzętu: ckm-ów i działek ppanc. oraz wszystkie km-y, działa i moździerze. Po południu 19 września granicę węgierską przekroczyło około 100 oficerów i 2000 podoficerów i szeregowych 10 BK, a wśród nich 10 psk. Ponad 100 żołnierzy z 10 psk skorzystało z dobrowolnej możliwości pozostania w kraju. Całkowite rozbrojenie pułku i brygady nastąpiło sukcesywnie 20 i 21 września, żołnierze po zdaniu broni i sprzętu zostali internowani.  

### Oddział Zbierania Nadwyżek 10 pułku strzelców konnych
Po zmobilizowaniu i wyjeździe pułku w rejon operacyjny Armii „Kraków” w garnizonie pozostały nadwyżki mobilizacyjne pod dowództwem mjr. Emila Słatyńskiego, który objął funkcję zastępcy dowódcy ośrodka zapasowego. Z chwilą ogłoszenia mobilizacji powszechnej 31 sierpnia 1939 na bazie OZN 10 psk rozpoczęto mobilizację Ośrodka Zapasowego Kawalerii Zmotoryzowanej nazywanego też Ośrodkiem Zapasowym 10 Brygady Kawalerii. Po przybyciu nadwyżek z 24 pułku ułanów, dywizjonu rozpoznawczego 10 BK i dywizjonu przeciwpancernego 10 BK. Przystąpiono równolegle do mobilizacji żołnierzy rezerwy do ośrodka, którego dowództwo objął ppłk Jarosław Kaczyński z 24 puł. OZN 10 psk jako integralna część ośrodka dzielił jego dalsze losy.
Według etatów wojennych, 10 psk miał składać się z:
- 34 oficerów,
- 940 szeregowców,
- 43 rkm,
- 20 ckm,
- 3 działek ppanc.,
- 105 pojazdów,
- 66 motocykli.

### Obsada personalna w 1939

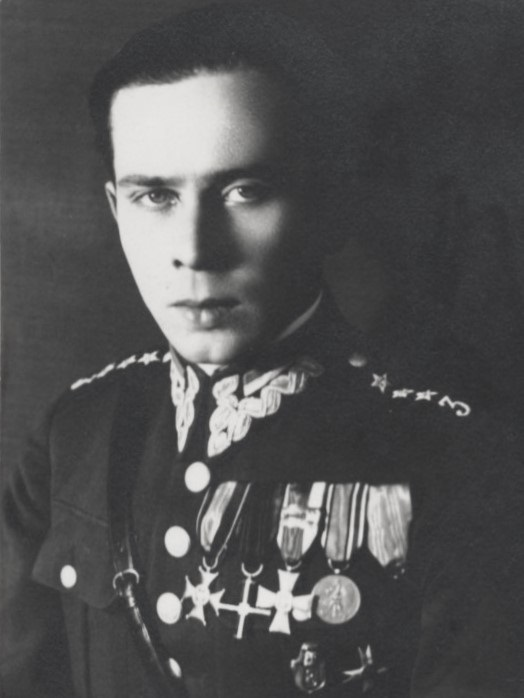
Emil Słatyński

| Obsada personalna we wrześniu 1939   | Obsada personalna we wrześniu 1939                       |
| ------------------------------------ | -------------------------------------------------------- |
| Dowództwo ze szwadronem gospodarczym |                                                          |
| dowódca pułku                        | ppłk dypl. kaw. Janusz Bokszczanin,                      |
| dowódca pułku                        | mjr Emil Słatyński (od 16 IX 1939)                       |
| zastępca dowódcy pułku               | mjr dypl. kaw. Feliks Stanisław Guzowski (do 5 IX 1939), |
| zastępca dowódcy pułku               | mjr kaw. Emil Słatyński (od 10 IX 1939)                  |
| I adiutant                           | por. kaw. Marian Norbert Czarnecki                       |
| II adiutant                          | ppor. kaw. rez. Jan Salwa                                |
| oficer informacyjny                  | por. kaw. Jerzy Henryk Ostrzycki                         |
| oficer techniczny                    | kpt. br. panc. Adam Mackus                               |
| kwatermistrz                         | por. int. Józef Domanus                                  |
| oficer żywnościowy                   | chor. Jan Tułaczko                                       |
| naczelny lekarz medycyny             | por. lek. Antoni Edmund Kominek                          |
| kapelan                              | ks. kpl. rez. Franciszek Sudoł                           |
| oficer nadetatowy                    | ppor. kaw. rez. Edward Klebcot                           |
| szef szwadronu gospodarczego         | st. wachm. Zygmunt Paterak                               |
| 1 szwadron                           |                                                          |
| dowódca 1 szwadronu                  | rtm. Antoni Tomkowicz                                    |
| dowódca I plutonu                    | ppor. kaw. rez. Jerzy Jędrzejewski                       |
| dowódca II plutonu                   | ppor. kaw. rez. Stanisław Kielar                         |
| dowódca III plutonu                  | pchor. rez. Nikodem Kluz                                 |
| szef szwadronu                       | st. wachm. Ignacy Żmuda                                  |
| 2 szwadron                           |                                                          |
| dowódca 2 szwadronu                  | rtm. Wincenty Polit                                      |
| dowódca I plutonu                    | por. kaw. Jerzy Wiktor Michałowski                       |
| dowódca II plutonu                   | ppor. kaw. rez. Wiesław Ludwik Spiczak †1940 Charków     |
| dowódca III plutonu                  | ppor. kaw. Władysław Dąbek                               |
| szef szwadronu                       | wachm. Biernacki                                         |
| 3 szwadron                           |                                                          |
| dowódca 3 szwadronu                  | rtm. Włodzimierz Korytkowski                             |
| dowódca I plutonu                    | por. kaw. rez. Andrzej Jagniński                         |
| dowódca II plutonu                   | por. kaw. rez. Jan Pająk                                 |
| dowódca III plutonu                  | ppor. kaw. rez. Jerzy Janecki                            |
| szef szwadronu                       | wachm. Magda                                             |
| 4 szwadron                           |                                                          |
| dowódca 4 szwadronu                  | por. Herman Cieśliński                                   |
| dowódca I plutonu                    | ppor. kaw. rez. Stefan Roniker                           |
| dowódca II plutonu                   | ppor. kaw. rez. Edward Ludwiczak                         |
| dowódca III plutonu                  | ppor. kaw. rez. Adolf Pietrucha                          |
| szwadron ckm                         |                                                          |
| dowódca szwadronu ckm                | rtm. Jan II Sikorski                                     |
| dowódca I plutonu                    | por. kaw. Aleksander Stańko †16 IX 1939                  |
| dowódca II plutonu                   | por. kaw. Czesław Grudziński                             |
| dowódca III plutonu                  | ppor. kaw. rez. Jan Żybura †1940 Charków                 |
| dowódca IV plutonu                   | ppor. kaw. Mieczysław Plenkiewicz                        |
| szef szwadronu                       | wachm. Bronisław Gola                                    |
| pododdziały specjalne                |                                                          |
| dowódca plutonu łączności            | por. kaw. Ludwik Jan Antoni Malinowski                   |
| dowódca plutonu motocyklistów        | por. Jerzy Wasilewski                                    |
| dowódca plutonu pionierów            | por. kaw. Franciszek Jan Dworzak                         |
| p.o. dowódcy plutonu ppanc.          | plut. Konstanty Bieniasz                                 |
| Przydzieleni do OZ Kaw. Zmot.        | rtm. Mikołaj Maciejowicz                                 |
| Przydzieleni do OZ Kaw. Zmot.        | por. kaw. Bolesław Jozef Cwakliński                      |
| Przydzieleni do OZ Kaw. Zmot.        | rtm. Józef Adam Karcz                                    |
| Przydzieleni do OZ Kaw. Zmot.        | rtm. Julian Musielak                                     |

### Kawalerowie Virtuti Militari
Za kampanię wrześniową pułk został odznaczony orderem Virtuti Militari.
Żołnierze pułku odznaczeni Krzyżem Srebrnym Orderu Wojennego Virtuti Militari za kampanię wrześniową:
1. ś.p. rtm. Aleksander Stańko
2. plut. Karol Walczak
3. kpr. pchor. Stanisław Duszyński
4. ś.p. kpr. Jan Kański
5. ś.p. kpr. Józef Mańka
6. ś.p. kpr. Leon Überman

## Symbole pułkowe

### Sztandar
Grono obywateli powiatu łańcuckiego zainicjowało w 1922 ofiarowanie pułkowi sztandaru. W skład komitetu wchodzili: starosta powiatu Tadeusz Łoziński, ordynat łańcucki, Alfred hrabia Potocki, burmistrz Łańcuta Cetnarski oraz piętnastu obywateli miasta. Wręczenie sztandaru nastąpiło 29 kwietnia 1923, w rocznicę przybycia 1 szwadronu z Francji. Na uroczystości Prezydenta Rzeczypospolitej reprezentował generał dywizji Latinik. 
Na lewej stronie sztandaru w środku widniało godło państwowe, na rogach u góry obraz Matki Boskiej Częstochowskiej i świętego Stanisława oraz herb miasta Leżajska. Na sztandarze szarfa biało–czerwona z napisem: „Obrońcom Ojczyzny – Łańcut”.

### Odznaka pamiątkowa
4 kwietnia 1925 minister spraw wojskowych rozkazem G.M. 7689.I. zatwierdził odznakę pamiątkową 10 psk. 18 marca 1929 minister spraw wojskowych rozkazem G.M. 819.I. zatwierdził regulamin odznaki pamiątkowej 10 psk i zezwolił na zmianę daty „1921” znajdującej się na odznace na datę „1918”.
Odznaka dwuczęściowa o wymiarach 48x48 mm ma kształt krzyża pięcioramiennego, srebrzystego o wciętych końcach ramion powleczonych białą emalią. W środku krzyża na szmaragdowej emalii srebrny orzeł otoczony kołem emaliowanym żółto ze srebrną dewizą „BÓG HONOR I OJCZYZNA”, numerem i inicjałami pułku oraz datą „1918” – nawiązującą do początku pułku, którym był szwadron tworzony we Włoszech. Wcześniejszy regulamin z 1925 przewidywał datę „1921” jako rok powołania do życia 10 psk. Odznaki wykonane przed 1929 mają datę „1921”, zaś po 1929 datę „1918”. Między ramionami krzyża srebrne, stylizowane orły. Dla szeregowych odznaki były z białego metalu lub tombaku bez emalii. Kolory emalii odznak oficerskich odpowiadały barwom proporczyka pułkowego szmaragdowo-żółtego z białym paskiem .

### Barwy
| Barwy | Opis                                                         |
| ----- | ------------------------------------------------------------ |
|       | Proporczyk – szmaragdowo-żółty z białą żyłką pośrodku        |
|       | Proporczyk dowództwa 10 pułku strzelców konnych              |
|       | Proporczyk 1 szwadronu 10 pułku strzelców konnych            |
|       | Proporczyk 2 szwadronu 10 pułku strzelców konnych            |
|       | Proporczyk 3 szwadronu 10 pułku strzelców konnych            |
|       | Proporczyk 4 szwadronu 10 pułku strzelców konnych            |
|       | Proporczyk 5 szwadronu ckm 10 pułku strzelców konnych        |
|       | Proporczyk plutonu łączności 10 pułku strzelców konnych      |
| Inne  | Opis                                                         |
|       | Rogatywka z żółtym otokiem                                   |
|       | Szasery ciemnogranatowe z żółtymi lampasami i żółtą wypustką |

### Żurawiejka
| W jednym łapciu, w jednym bucie, chodzi strzelec po Łańcucie.              | Ze sławy po mahometach, Gwałcił dziewki po meczetach. | Naprzód strzelcy, w górę głowy, został jeszcze – koń parowy. |
| Po każdej zwrotce: Lance do boju, szable w dłoń, bolszewika goń, goń, goń! |                                                       |                                                              |

## Pułk w PSZ
We Francji sformowany został 1 dywizjon kawalerii, a później zapadła decyzja o formowaniu 1 Lekkiej Dywizji Zmotoryzowanej. Jednym z jej batalionów miał nosić nazwę 10 psk. W walkach wziął udział jedynie OW pułku.
Po klęsce Francji pułk odtworzono w Wielkiej Brytanii.
Jesienią 1943 10 psk został przeorganizowany na pancerny pułk rozpoznawczy. Walczył z Niemcami na froncie zachodnim.

## Upamiętnienie
W 2001 r. imię 10 Pułku Strzelców Konnych przyjęła Szkoła Podstawowa nr 3 w Łańcucie. 

## Strzelcy konni

### Dowódcy i zastępcy dowódcy pułku
| Stopień, imię i nazwisko            | Okres pełnienia służby    | Kolejne stanowisko                    |
| Dowódcy pułku                       | Dowódcy pułku             | Dowódcy pułku                         |
| ----------------------------------- | ------------------------- | ------------------------------------- |
| ppłk kaw. Mikołaj Minkusz           | 11 X 1921 – 2 IV 1929     | rejonowy inspektor koni w Bielsku     |
| płk kaw. Piotr Skuratowicz          | 5 IV 1929 – 11 X 1932     |                                       |
| płk Kazimierz Plisowski             | 11 X 1932 – 17 III 1937   |                                       |
| płk dypl. Witold Cieśliński         | 17 III 1937 – 4 VIII 1939 |                                       |
| ppłk dypl. Janusz Bokszczanin       | 4 VIII – 16 IX 1939       |                                       |
| mjr Emil Słatyński                  | 16 IX 1939 – 16 VII 1940  |                                       |
| Zastępcy dowódcy pułku              |                           |                                       |
| ppłk Zbigniew Walter                | 1921                      |                                       |
| mjr kaw. Marek Mysłakowski          | 1923 – 1924               | dowódca szwadronu zapasowego 20 puł   |
| ppłk kaw. Zdzisław Łoziński         | 20 X 1923 – 1 X 1924      | kierownik referatu w Dep. II MSWojsk. |
| mjr kaw. Wilhelm Horsetzky          | p.o. 1924                 |                                       |
| ppłk kaw. Jan Klim                  | III 1925 – VIII 1926      |                                       |
| ppłk kaw. Adam I Zakrzewski         | 1928 – 22 III 1929        | dowódca 1 psk                         |
| mjr kaw. Jan Witold Kerner          | 6 VII 1929 – 20 II 1930   |                                       |
| mjr dypl. kaw. Stanisław Kozłowski  | 20 II 1930 – 23 III 1932  |                                       |
| mjr dypl. kaw. Mieczysław Biernacki | 23 III 1932 – 26 I 1934   | DOK X                                 |
| ppłk dypl. kaw. Stefan Mossor       | 26 I 1934 – 15 IX 1935    | WSWoj.                                |
| ppłk kaw. Stanisław VII Lewicki     | XI 1935 – VIII 1939       |                                       |

### Żołnierze 10 pułku strzelców konnych – ofiary zbrodni katyńskiej
Biogramy zamordowanych oficerów znajdują się na stronie internetowej Muzeum Katyńskiego
| Nazwisko i imię     | stopień              | zawód             | miejsce pracy przed mobilizacją | zamordowany |
| ------------------- | -------------------- | ----------------- | ------------------------------- | ----------- |
| Chełmiński Jerzy    | porucznik            | żołnierz zawodowy | dowódca 3 szwadronu             | Charków     |
| Cwakliński Bolesław | porucznik            | żołnierz zawodowy | OZ 10 BKaw. Zmotoryzowanej      | Charków     |
| Karcz Józef         | rotmistrz            | żołnierz zawodowy | OZ Kawalerii Zmotoryzowanej     | Katyń       |
| Łysakowski Jan      | podporucznik rezerwy |                   |                                 | Katyń       |
| Maciejowicz Mikołaj | rotmistrz            | żołnierz zawodowy |                                 | ULK         |
| Spiczak Wiesław     | podporucznik rezerwy | prawnik, mgr      |                                 | Charków     |
| Ujejski Witold      | major                |                   |                                 | ULK         |

## Upamiętnienie

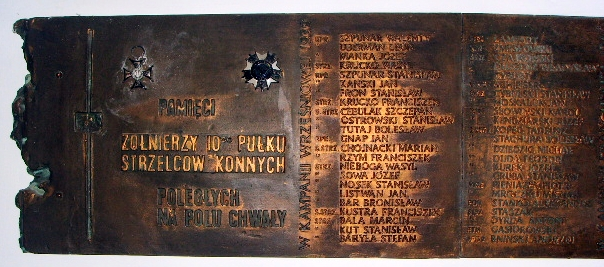
Tablica w kościele św. Andrzeja Boboli.
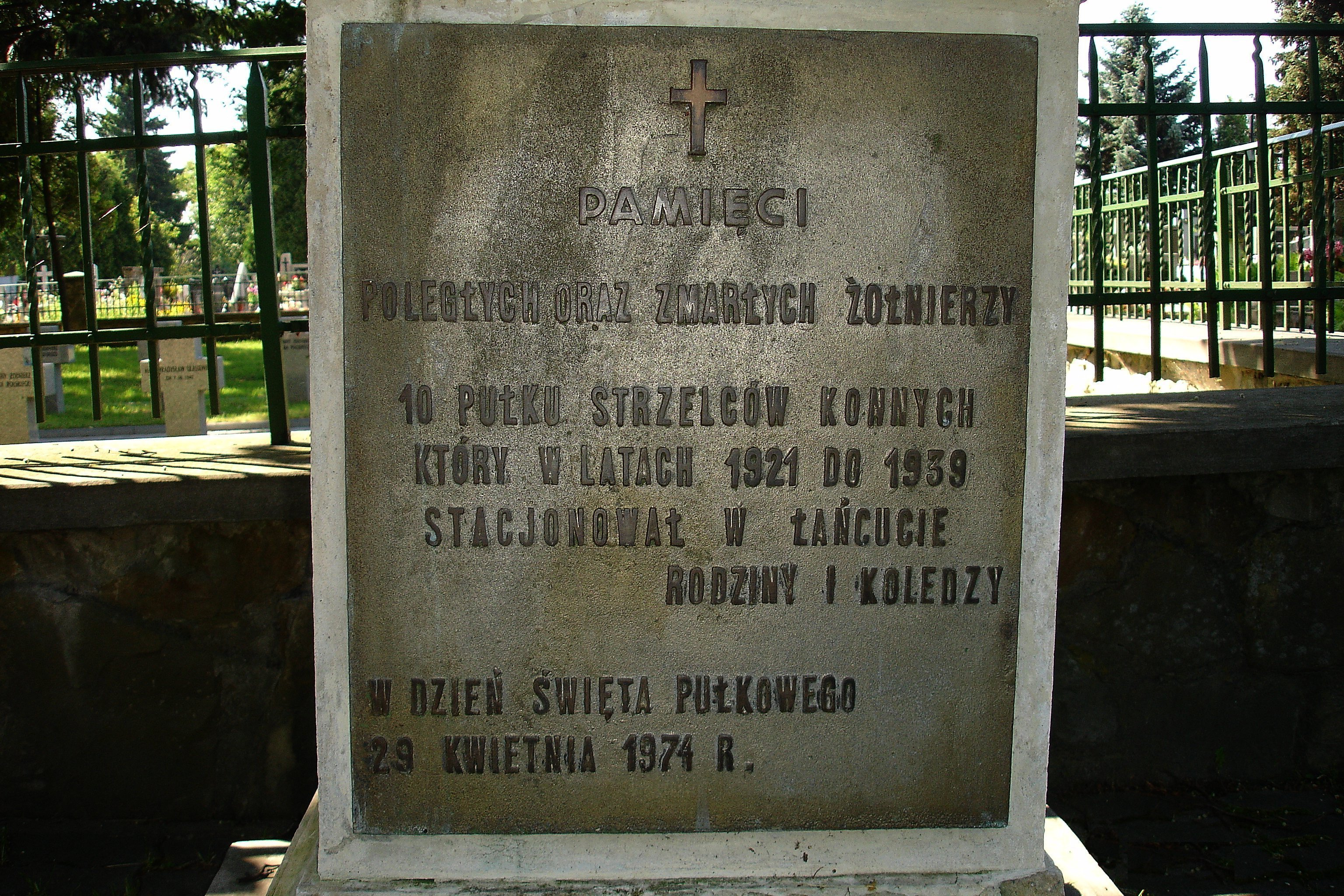
Tablica na cmentarzu w Łańcucie.
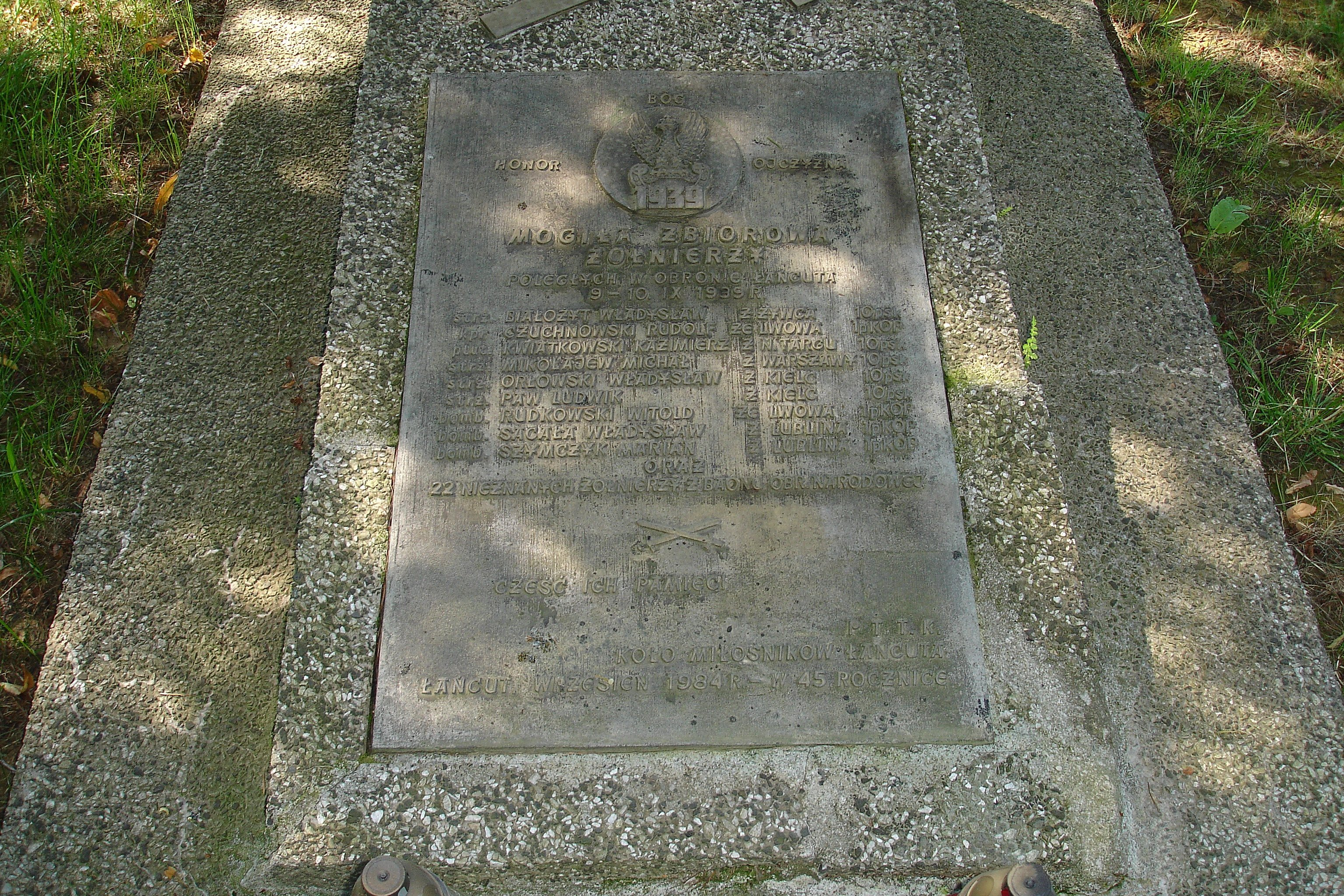
Tablica upamiętniająca żołnierzy poległych w obronie Łańcuta
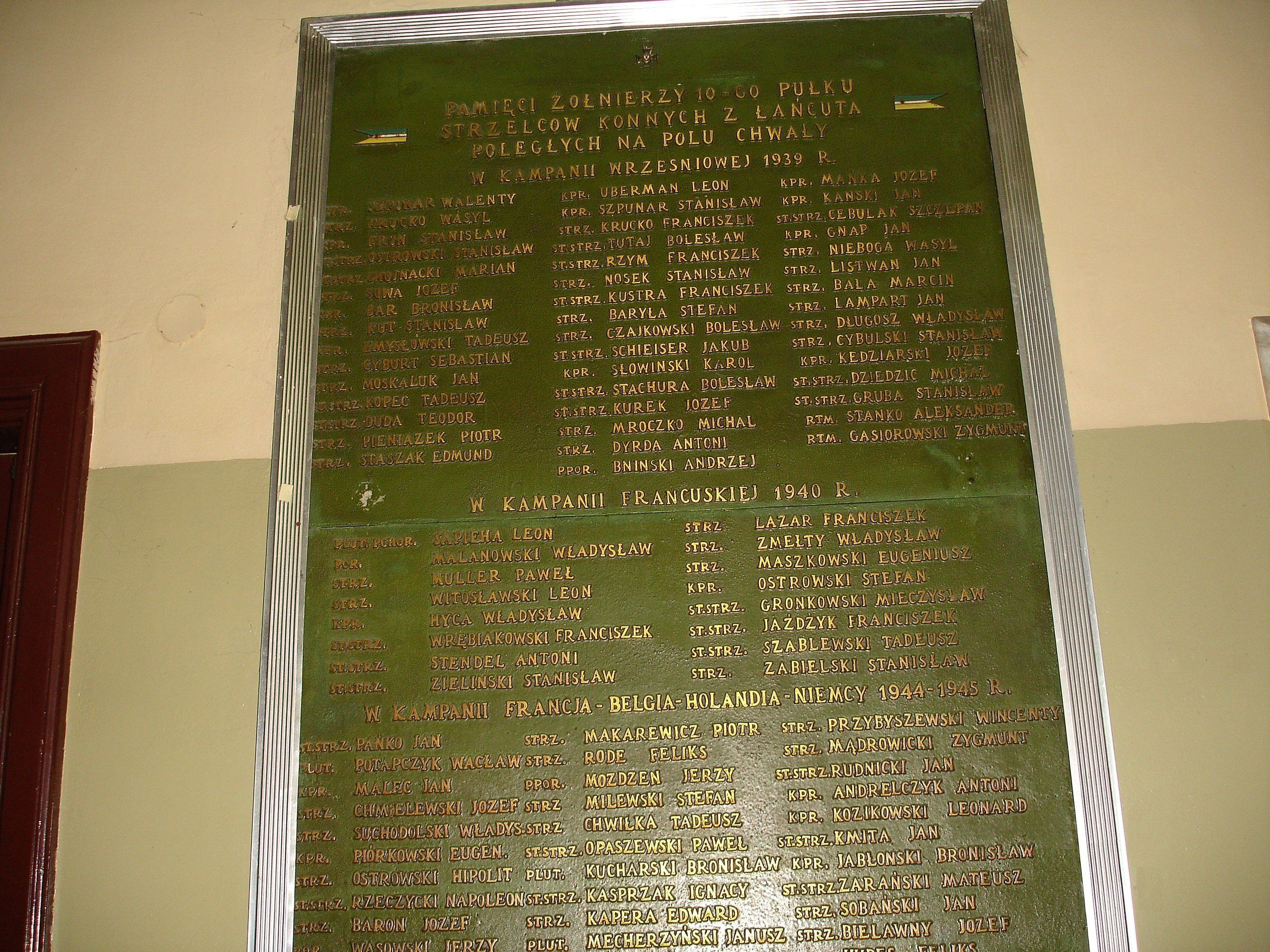
Tablica upamiętniająca żołnierzy 10 psk, w kościele w Łańcucie
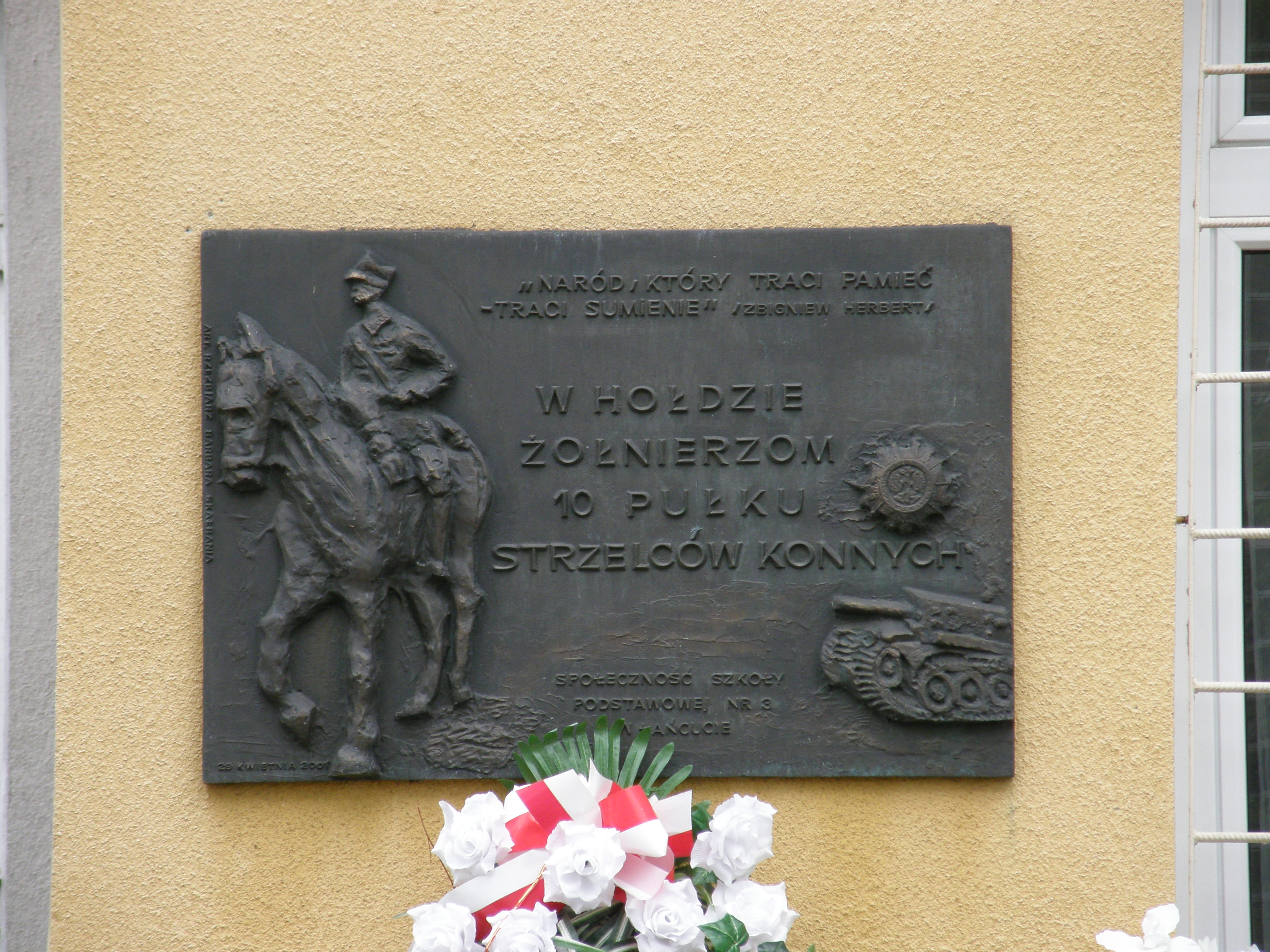
Tablica w Szkole Podstawowej nr 3.